# Homecoming (America)
Homecoming è il secondo album del gruppo musicale statunitense degli America, pubblicato dalla Warner Bros. Records nel 1972.
L'album arrivò al #9 della classifica Billboard riservata agli album di Pop e fu disco di platino.

## Tracce
Lato A
1. Ventura Highway – 3:32 (Dewey Bunnell)
2. To Each His Own – 3:13 (Gerry Beckley)
3. Don't Cross the River – 2:30 (Dan Peek)
4. Moon Song – 3:41 (Dewey Bunnell)
5. Only in Your Heart – 3:16 (Gerry Beckley)

Durata totale: 16:12
Lato B
1. Till the Sun Comes Up Again – 2:12 (Gerry Beckley)
2. Cornwall Blank – 4:19 (Dewey Bunnell)
3. Head & Heart – 3:49 (John Martyn)
4. California Revisited – 3:03 (Dan Peek)
5. Saturn Nights – 3:31 (Dan Peek)

Durata totale: 16:54

## Musicisti
- America (Gerry Beckley, Dan Peek, Dewey Bunnell) - chitarre, pianoforte, produzione
- Henry Diltz - banjo
- Joe Osborne - basso (brani: A1, A2, A3, A4, A5, B2, B4 e B5)
- Gerry Beckley  - basso (brani: B1 e B3)
- Hal Blaine - percussioni, batteria (brani: A1, A2, A3, A4, A5, B2, B4 e B5)
- Gary Mallaber - percussioni, batteria (brano: B1)
- Dewey Bunnell - percussioni, batteria (brano: B3)